# 圣保罗人博物馆

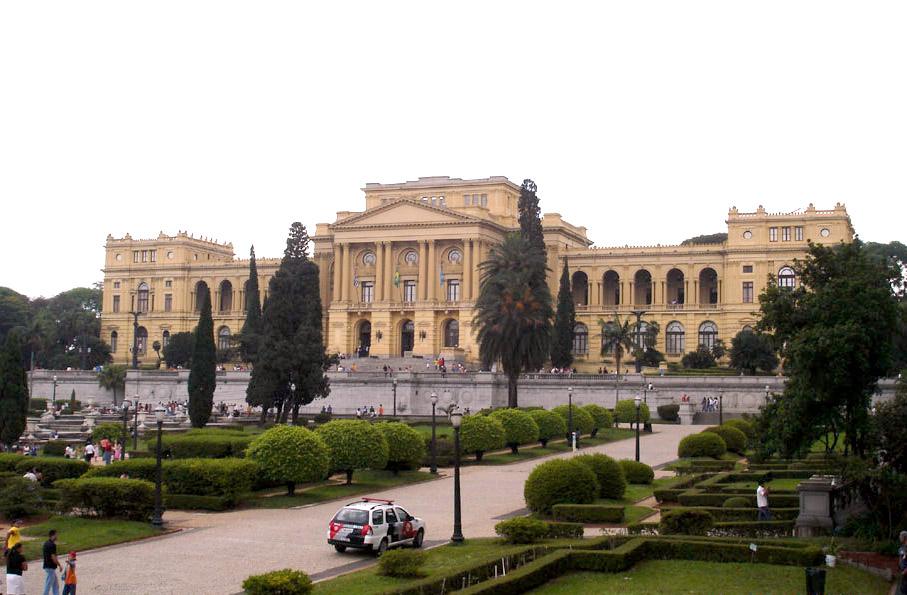
圣保罗人博物馆

圣保罗人博物馆（Museu do Ipiranga）是巴西圣保罗大学下属的一座博物馆。